# 김준모 (독립운동가)
김준모(金濬模, 1845년 ~ 1896년 3월 28일)는 조선 말기의 의병이자 독립운동가로, 경상북도 안동시 출신이다. 1896년 1월 21일에 결성된 의병대 안동의진(安東義陣)에서 소모장(召募將)으로 활동했으며 1896년 3월 28일 비안 등지에서 군사를 모집하던 도중 도리원(桃李院)에서 총을 맞고 사망하였다. 그는 2006년에 독립유공자로서 애국장을 받았다.